# Поріччя (Вознесенський район)
Порі́ччя — село в Україні, у Веселинівській селищній громаді Вознесенського району Миколаївської області. Населення становить 746 осіб. До 2016 року орган місцевого самоврядування — Порічанська сільська рада.

## Історія
7 (20) листопада 1917 року, відповідно до Третього Універсалу Української Центральної Ради, увійшло до складу Української Народної Республіки.  
У 1925—1939 роках село (під назвою Раштадт) входило до складу Карл-Лібкнехтівського німецького національного району Миколаївської округи (з 1932 — Одеської області).